# Algo mejor
Algo mejor es el tercer álbum de estudio como solista de la cantante argentina Fabiana Cantilo, y el primero que la acercó al público masivo. Luego de tres años sin grabar ningún material, ingresa a estudios bajo la producción del músico Fito Páez para grabar algunas canciones propias, y otras de amigos como Andrés Calamaro, Fito Páez, Celeste Carballo y Tito Losavio.
El material resulta ser un éxito y de una masividad inédita, tanto por "Mi enfermedad", canción que la consagraría, así como también "Mary Poppins y el deshollinador", compuesto este último por Páez y Cantilo.  Con ambas canciones sonando mucho tiempo en la radio, además de "Llego tarde" y "Arcos", la carrera de Fabiana Cantilo fue en pleno ascenso. El 4 de octubre de 1992, en el debut de Diego Armando Maradona como jugador del Sevilla Fútbol Club, el futbolista decidió entrar a la cancha con "Mi enfermedad" de fondo. En entrevistas televisivas Cantilo comentó que a Maradona le había fascinado la canción, y más aún por la amistad que tuvo con el compositor de la misma, Andrés Calamaro, 
Según la misma artista, es el disco que más satisfacciones económicas le dio, luego de dos discos que no tuvieron un éxito comercial esperado: Detectives (1985) y Fabiana Cantilo y los perros calientes (1988).

## Lista de canciones
| N.º | Título                               | Autor/a                                      | Duración |  |
| 1.  | «Llegó tarde»                        | Fito Páez y Gabriel Carámbula                | 4:14     |  |
| 2.  | «Kitty»                              | Fito Páez                                    | 2:05     |  |
| 3.  | «Mary Poppins y el deshollinador»    | Fabiana Cantilo y Fito Páez                  | 4:09     |  |
| 4.  | «Cosas que pasan»                    | Fabiana Cantilo                              | 1:50     |  |
| 5.  | «Una chica torpe en una gran ciudad» | Fito Páez, Tweety González y Fabiana Cantilo | 3:38     |  |
| 6.  | «Arcos»                              | Fabiana Cantilo                              | 3:25     |  |
| 7.  | «Mi enfermedad»                      | Andrés Calamaro                              | 3:25     |  |
| 8.  | «Cuatro brazos, cuatro piernas»      | Celeste Carballo                             | 3:35     |  |
| 9.  | «Ayer soñé con Walter»               | Roly Ureta y Fito Páez                       | 4:10     |  |
| 10. | «Buscando siempre»                   | Tito Losavio                                 | 4:10     |  |
| 11. | «Algo mejor»                         | Fabiana Cantilo                              | 3:40     |  |

## Versión de casete y vinilo

### Lado A
| N.º | Título                            | Autor/a                       | Duración |  |
| 1.  | «Llego tarde»                     | Fito Páez y Gabriel Carámbula | 4:15     |  |
| 2.  | «Kitty»                           | Fito Páez                     | 2:05     |  |
| 3.  | «Mary Poppins y el deshollinador» | Fabiana Cantilo y Fito Páez   | 4:09     |  |
| 4.  | «Cosas que pasan»                 | Fabiana Cantilo               | 1:50     |  |
| 5.  | «Cuatro brazos, cuatro piernas»   | Celeste Carballo              | 3:35     |  |
| 6.  | «Arcos»                           | Fabiana Cantilo               | 3:25     |  |

### Lado B
| N.º | Título                               | Autor/a                                      | Duración |  |
| 7.  | «Mi enfermedad»                      | Andrés Calamaro                              | 3:25     |  |
| 8.  | «Una chica torpe en una gran ciudad» | Fito Páez, Tweety González y Fabiana Cantilo | 3:38     |  |
| 9.  | «Buscando siempre»                   | Tito Losavio                                 | 4:10     |  |
| 10. | «Algo mejor»                         | Fito Páez                                    | 3:40     |  |
| 11. | «Ayer soñé con Walter»               | Roly Ureta y Fito Páez                       | 4:10     |  |

## Videos musicales
- "Mary Poppins y el deshollinador"
- "Arcos"

## Músicos
- Fabiana Cantilo: Voz, coros y arreglo de voces en «Algo mejor».
- Fito Páez: Guitarra, piano y otros instrumentos.
- Gustavo Cerati: Guitarra eléctrica en «Arcos».
- Tweety González: Teclados en «Ayer soñé con Walter».
- Gabriel Carámbula: Guitarra eléctrica, guitarra acústica y coros.
- Guillermo Vadalá: Bajo.
- Daniel Colombres: Batería.
- Ulises Butrón: Guitarra eléctrica y guitarra acústica en «Una chica torpe en una gran ciudad».
- Gustavo Jove: Batería en «Mary Poppins y el deshollinador» y «Una chica torpe en una gran ciudad».
- Raúl Pagano: Teclados en «Arcos» (Arreglo de violines).
- Maza: Guitarra acústica en «Kitty».
- Celsa Mel Gowland: Asesoramiento vocal, coros y arreglos de voces en «Cosas que pasan».
- Tito Losavio: Guitarra eléctrica en «Buscando siempre».

## Personal
- Producción artística y dirección general: Fito Páez.
- Coproducción: Tweety González.
- Realizador ejecutivo y mánager: Fabián Couto.
- Técnico de grabación y mezcla: Mariano López.
- Asistentes: Pablo Pérez Montiel y Marcelo Delletieres.
- Masterización y corte: Bernie Grundman en EE. UU..
- Asistente de grupo y road mánager: Alberto Samper.
- Personal advisor y prensa: Amelia Laferriere.
- Asistente de Tweety: Juan Maggi.
- Idea de vestuario: Adriana San Román.
- Ropa: Anonimato.
- Peinado: Llongueras; César Montes de Oca, Verónica Bevacqua y Miriam Salas.
- Material Issue: Ariana.
- Fotos: Gustavo Gilabert.
- Diseño: Pablo Barilari.

## En otros medios
- La canción «Mi enfermedad» fue utilizada en la banda sonora, canción central y promocional de la teleserie chilena Socias.